# 图瓦拉斯
图瓦拉斯（法語：Thoiras，法語發音：[twaʁas]）是法国加尔省的一个市镇，位于该省中北部偏西，属于勒维冈区。

## 地理
图瓦拉斯（44°3'55"N, 3°55'40"E）面积22.89 平方千米，位于法国奧克西塔尼大區加尔省，该省份为法国南部沿海省份，南端濒地中海，北起顺时针与阿尔代什省、沃克吕兹省、罗讷河口省、埃罗省、阿韦龙省和洛泽尔省接壤。
与图瓦拉斯接壤的市镇（或旧市镇、城区）包括：昂迪兹、热内拉尔格、拉萨尔、米亚莱、圣博内-德萨朗德兰克、圣克鲁瓦-德卡代尔勒、圣费利克斯-德帕利耶尔、圣让迪加尔、瓦布尔。
图瓦拉斯的时区为UTC+01:00、UTC+02:00（夏令时）。

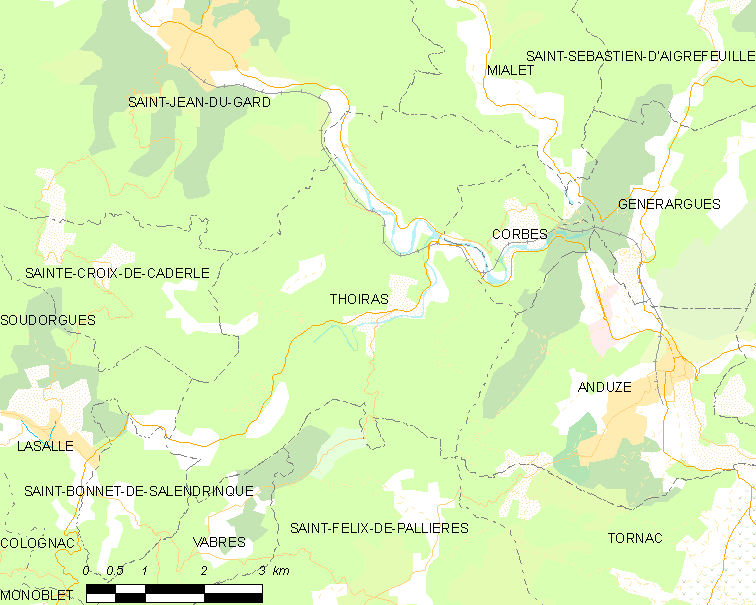
图瓦拉斯的OSM定位图

## 行政
图瓦拉斯的邮政编码为30140，INSEE市镇编码为30329。

## 政治
图瓦拉斯所属的省级选区为拉格朗孔布县。

## 人口

1962-2008年间图瓦拉斯人口变化图示

图瓦拉斯于2022年1月1日时的人口数量为447人。